# Киевский поход (1919)
Киевский поход (укр. Спільний похід Армій УНР і УГА) — наступательная операция войск УНР и войск ЗУНР в августе 1919 года с целью взятия Киева.
После поражения в войне с Польшей в июле 1919 года на территорию УНР переместилось правительство ЗУНР во главе с Е. Петрушевичем и соединения её армии — УГА. Это позволило усилить армию УНР и предпринять наступательную операцию в направлении Киева, который к этому времени находился под контролем советской власти.

## План операции
Штаб Действующей армии УНР, посовещавшись с командованием УГА, в конце июля 1919 года издал директиву о начале общего наступления 2 августа. Войска УНР и ЗУНР были поделены на 3 основные группы: группа Коростенского направления, группа Киевского направления и группа Одесского направления.
Против украинских войск на Киевском и Коростенском направлениях действовали 2 дивизии 12-й армии РККА — около 14-16 тысяч штыков и сабель, на южном направлении — от 18 до 20 тысяч войск 14-й советской армии (5-я, 47-я, 58-я дивизии).

## Ход операции
2 августа группа Киевского направления начала Жмеринскую операцию, которая была захвачена 9 августа после ожесточенных боев. 10 августа была освобождена Винница. 11 августа штаб издал директиву, согласно которой войскам было приказано наступать главными силами на Киев, чтобы как можно быстрее освободить Правобережье от советской власти. Одновременно западной и южной группам было предписано обеспечивать главное направление с запада и от Одессы. Кроме того, по указаниям штаба Действующей армии в тылу РККА действовали отряды украинских повстанцев (Зеленый, Сокол, Павловский, Шепель и другие).
13 августа западная (Коростенская) группа перешла в наступление и освободила Староконстантинов. 15 августа галичане вошли в Полонное, 16 августа сечевые стрельцы освободили Шепетовку, где столкнулись с наступающими с запада польскими войсками. Конфликт вскоре был улажен, и украинские войска стали продвигаться. 21 августа сечевые стрельцы освободили Новоград-Волынский.
Войска центральной (Киевской) группы 17 августа заняли Калиновку, 18 августа Казатин, 19 августа — Бердичев, 20-21 августа совместно с частями Коростенской группы освободили Житомир.
На южном направлении дела обстояли несколько хуже. Если группа армии УНР под командованием Ю. О. Тютюнника быстро продвинулась на восток, заняв 19 августа Умань, а 21 августа Шполу, то 3-я дивизия вела ожесточенные бои в районе Вапнярки-Крыжополя.
24 августа была занята Белая Церковь и Фастов. 30 августа украинские войска вошли в Киев, но на следующий день были вытеснены частями белогвардейцев ВСЮР. После этого войска центральной группы начали отходить к западу от Киева. Войска же западной и южной групп еще некоторое время наступали. В конце августа — начале сентября западная группа попыталась занять Коростень, однако из-за сильного сопротивления войск РККА не смогли его взять. Южная группа смогла в конце августа — начале сентября сломить сопротивление красных и продвинулась в Балту и Бирзулу.

## Результаты
Хотя Киевский поход закончился неудачей, объединенные украинские войска смогли собственными силами, без помощи других государств, освободить обширную территорию Украины, а именно всю территорию Подольской губернии, значительную часть Киевской и Волынской области, некоторые районы Херсонской губернии. 1 сентября 1919 года представители Польши и УНР подписали соглашение о перемирии, которое установило польско-украинскую демаркационную линию по линии: река Збруч — Шепетовка — Олевск. На восточном направлении возникла угроза в виде ВСЮР, которые тоже были категорически против существования независимой Украины. В результате в сентябре 1919 года начался 2-й этап войны между белой Россией и Украиной.